# Probole amicaria
Probole amicaria là một loài bướm đêm trong họ Geometridae.